# Klášter Santa María de Guadalupe
Santa María de Guadalupe je královský klášter v malé vesnici Guadalupe ve španělské provincii Cáceres. Klášter je kkomplexem budov různých slohů od gotiky po neoklasicismus. Sloužil jako královské pohřebiště a připomíná dvě významné události ve španělských dějinách, a to reconquistu a objevení Ameriky Kryštofem Kolumbem. Po více než čtyři století patřil k nejvýznamnějším náboženským, politickým a kulturním památkám v zemi. Proto byl v roce 1993 zapsán do seznamu světového dědictví UNESCO.

## Historie
Původ kláštera na konci 13. století je spojen s legendou o pastýři Gilu Corderovi, který našel na břehu řeky Guadalupe sochu Madony, jež tam byla v roce 714 ukryta před maurskými dobyvateli. Na místě nálezu pak byla postavena kaple. Král Alfons XI. Kastilský kapli často navštěvoval a  před bitvou u Salada (1340) požádal Pannu Marii Guadalupskou o pomoc. Po vítězství prohlásil kostel za královskou svatyni a dal při něm postavit klášter.
V roce 1389 převzali klášter hieronymité a se stavbami pokračovali i za účasti asimilovaných maurských obyvatel. Roku 1405 pod tímto vlivem postavil Juan de Sevilla takzvaný Templete, chrámek v mudéjarském stylu. V roce 1474 byl v bazilice pohřben král Jindřich IV. Kastilský po boku své matky Marie Aragonské. Další významné osobnosti náboženského a politického významu jsou pohřbeny v pozdně gotické křížové chodbě (například biskup Illscas) nebo v kapitulní síni. Klášter byl obdarován mnoha uměleckými díly slavných malířů (například El Greco nebo Francisco de Zurbarán (1639)).
Úcta k Panně Marii Guadalupské se díky španělským kolonizátorům rozšířila do Ameriky. Svou první pouť do Extremadury podnikl Kryštof Kolumbus poté, co objevil Ameriku, s díkem za šťastný návrat. Hlavním centrem úcty se tam stala Bazilika Panny Marie Guadalupské v Ciudad de México; tam uctívali obraz této madony císař Maxmilián I. Mexický s císařovnou Charlottou. Po Maxmiliánově smrti byla madona převzata za spolupatronku rakouských Habsburků (je jí zasvěcen například oltář ve Votivním chrámu ve Vídni). 
Klášter měl královskou ochranu a zůstal nejvýznamnějším klášterem ve Španělsku až do sekularizace v roce 1835. Ve 20. století klášter osídlili františkáni a v roce 1955 papež Pius XII. povýšil klášterní kostel na baziliku minor. Dřevěná gotická soška Panny marie Guadalupské má snědou tvář, a je na oltáři poutní baziliky uctívána dosud.

## Galerie

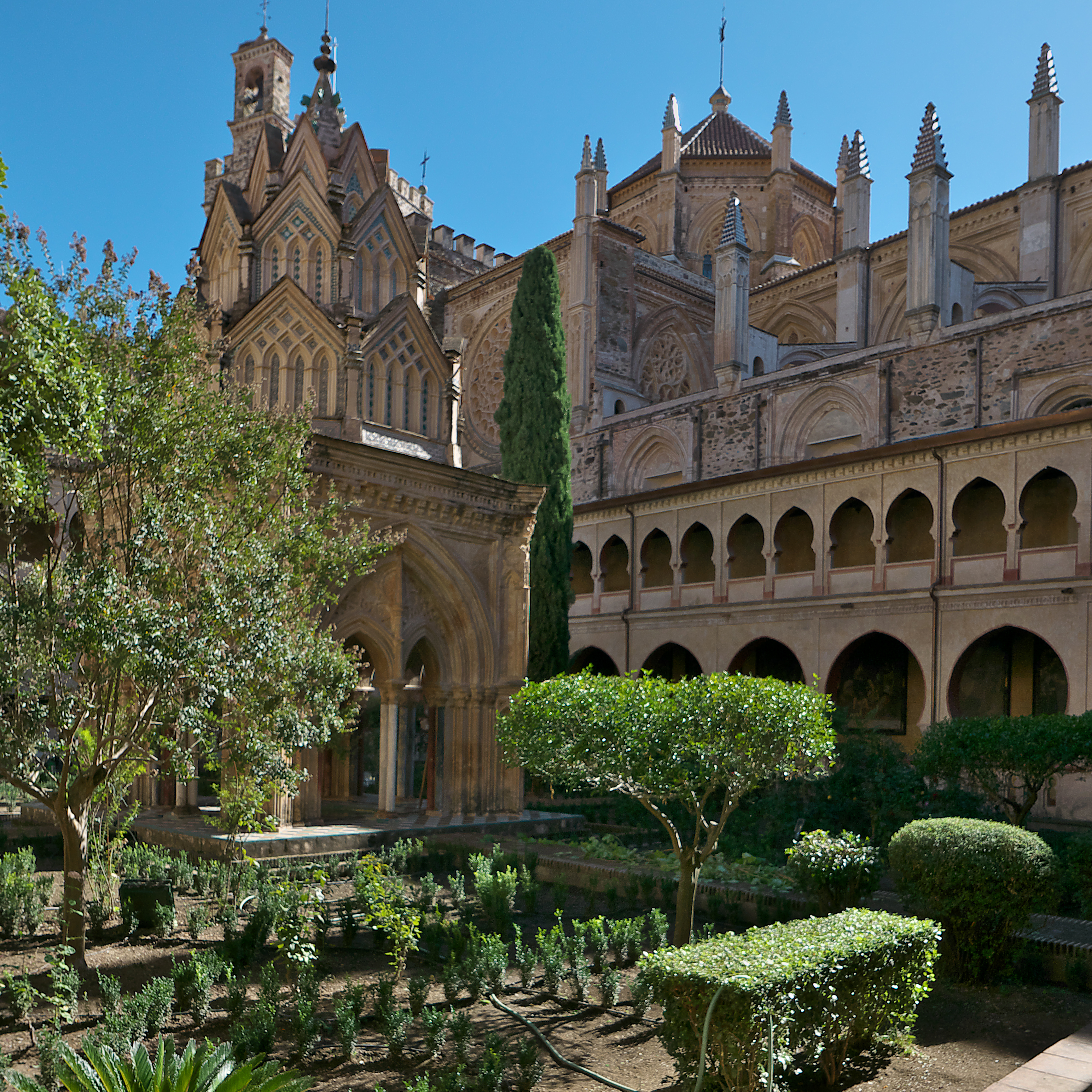
Klášterní Zahrada zázraků
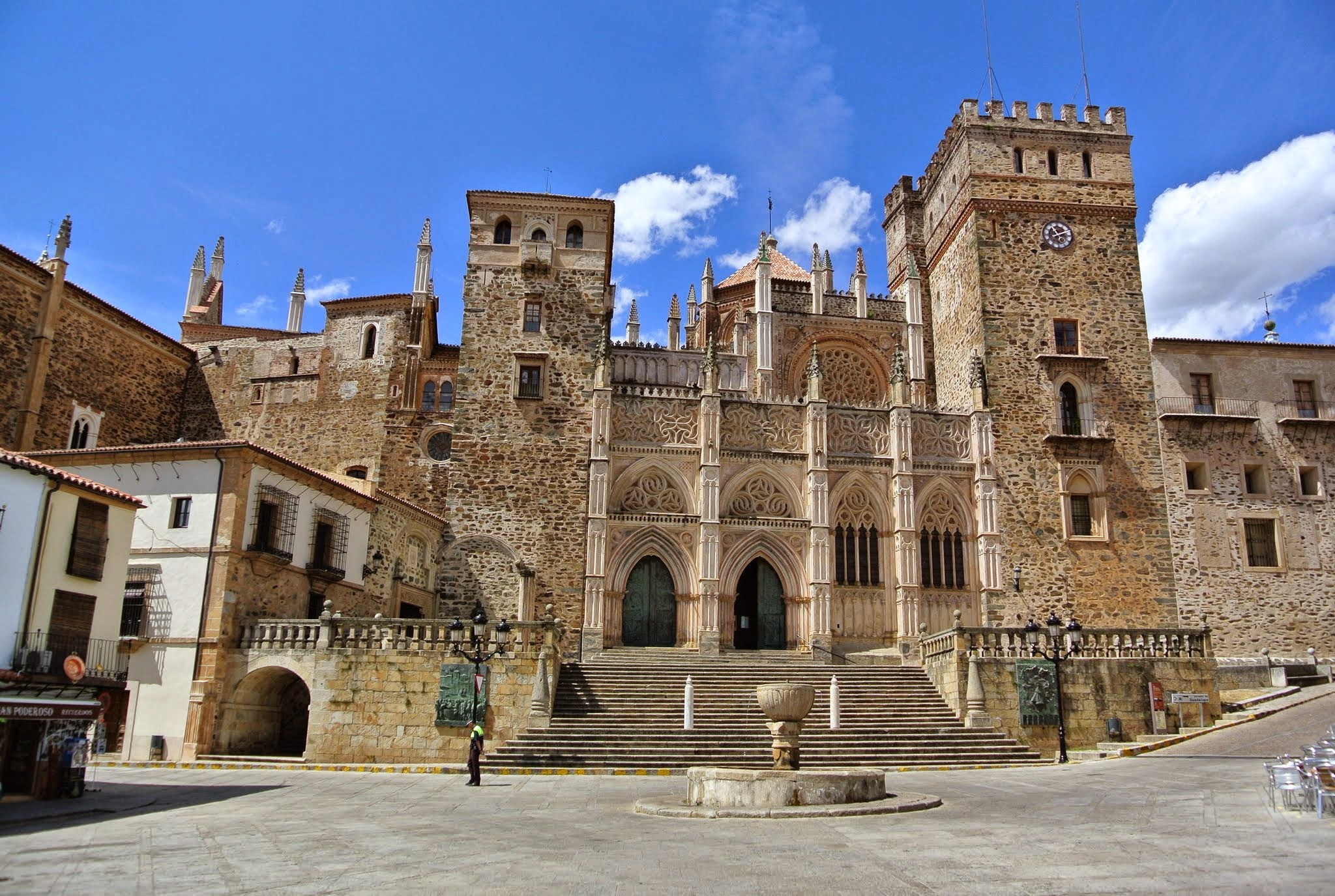
Průčelí kostela
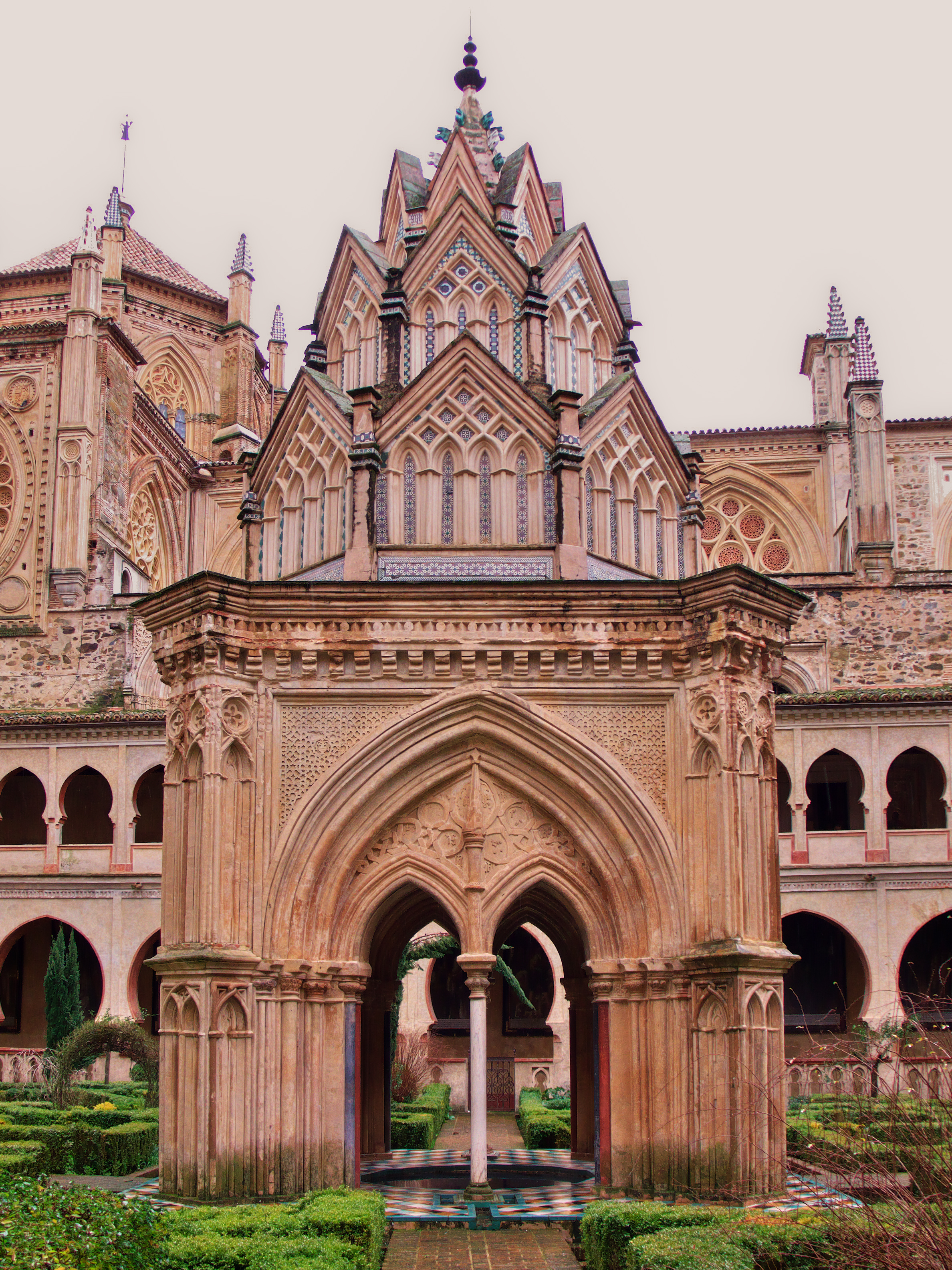
Templete
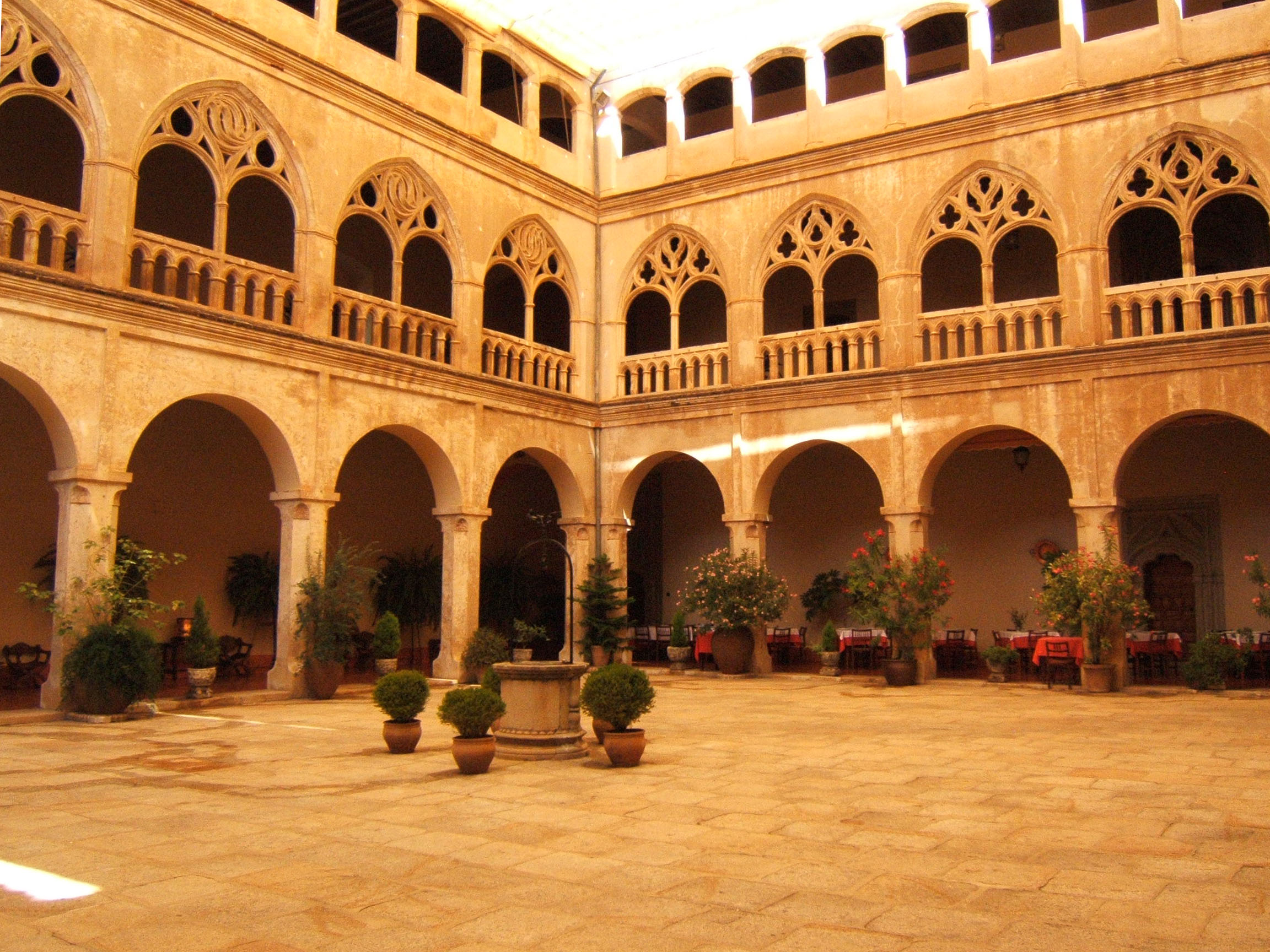
Dvůr konventu
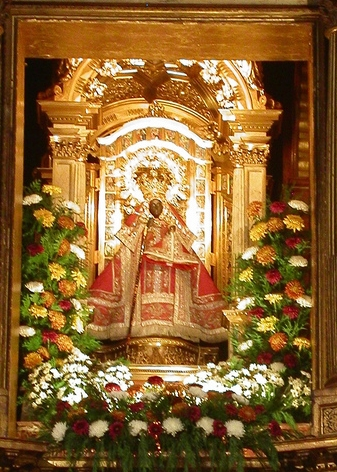
Soška Panny Marie Guadalupské
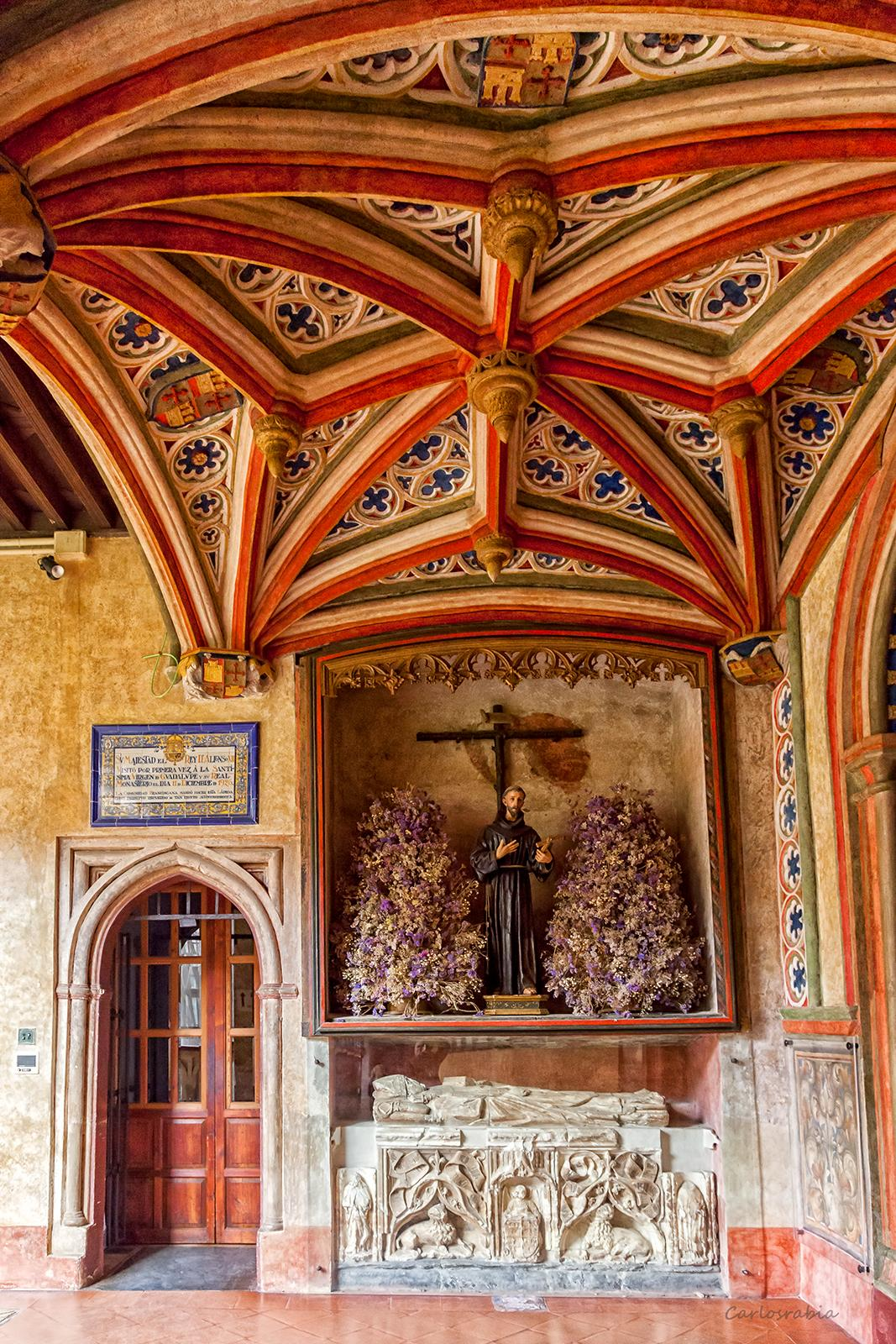
Náhrobek biskupa Illescase
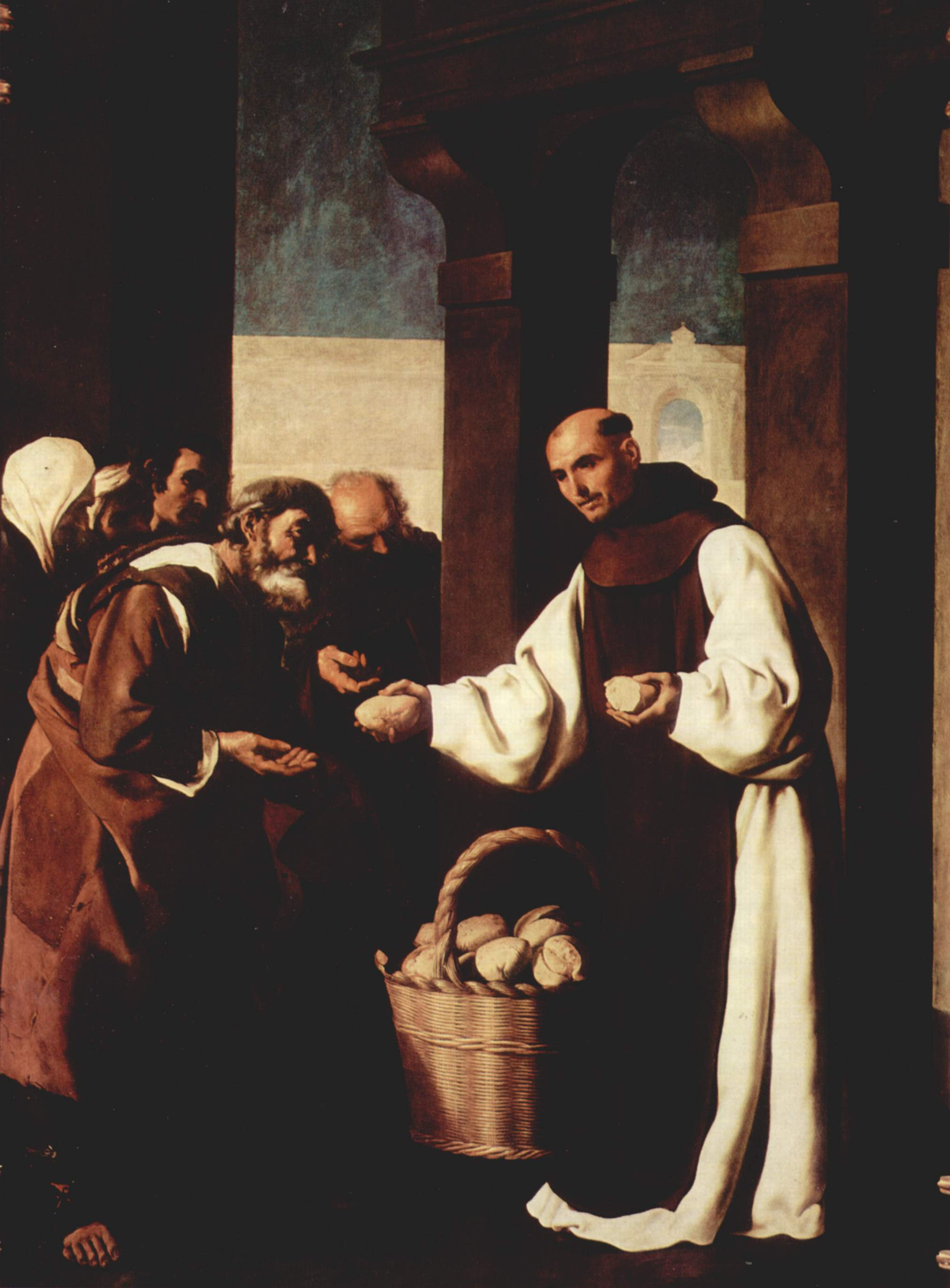
Zurbarán: Milosrdenství bratra Martína de Vizcaya